# Ergane carinata
Ergane carinata är en spindelart som beskrevs av Berry, Beatty, Prószynski 1996. Ergane carinata ingår i släktet Ergane och familjen hoppspindlar. Inga underarter finns listade i Catalogue of Life.